# Schlacht von Navarino
1821

Walachischer Aufstand – Kalamata – Navarino – Patras – Salona – Livadeia – Lalas – Samothraki – Monemvasia – Alamana – Valtetsi – Doliana – 1. Akropolis – Gravia – Drăgășani – Grana – Vasilika (Thessaloniki) – Sculeni – Vasilika (Fthiotida) – Tripoli
1822–1824

Akrokorinth – Chalandritsa – Chios – Naoussa – Chios – Peta – Kompoti – Dervenakia – Agionori – Nauplia – 1. Missolonghi – Karpenisi – 2. Missolonghi – Kasos – Psara – Samos – Gerontas
Griechische Bürgerkriege 1823–1825
Ägyptische Intervention

Kremmydi – Andros – Sphacteria – Maniaki – Myloi – Alexandria – Kakosalesi – Kleisova – 3. Missolonghi – Kastraki – Mani – Varnakova – 2. Akropolis – Arachova – Kamatero – Phaleron
Intervention der Großmächte

Volos – Itea – Mega Spilaio – Navarino – Morea-Expedition – Chios-Expedition – Mortino – Koronisia – Petra
Seeschlachten sind in kursiv
Die Schlacht von Navarino (auch Schlacht bei Navarino) war eine Seeschlacht und fand am 20. Oktober 1827 vor der Südwestküste des Peloponnes statt. Sie war das entscheidende Ereignis, mit dem Griechenland nach einem jahrelangen Aufstand seine Unabhängigkeit vom Osmanischen Reich erlangte.

## Vorgeschichte
Durch den am 6. Juli 1827 unterzeichneten Londoner Vertrag einigten sich das Vereinigte Königreich, Frankreich und Russland darauf, als Vorbereitung für eine endgültige Beilegung der orientalischen Frage einen Waffenstillstand zu verlangen. Sir Edward Codrington, der Oberbefehlshaber der britischen Marine im Mittelmeer, erhielt den Vertrag und seine Instruktionen in der Nacht vom 10./11. August in Smyrna (heute Izmir) und begab sich sogleich nach Nauplia, um sie den Griechen mitzuteilen. Seine Anweisungen lauteten, einen Waffenstillstand zu verlangen, alle Nachschublieferungen aus Afrika oder allgemein aus dem Osmanischen Reich an die Truppen in Morea (heute Peloponnes) abzufangen und auf Anweisungen für Stratford Canning, den britischen Botschafter in Konstantinopel, zu achten. Die Instruktionen des Botschafters erreichten Codrington am 7. September. Er wurde von seinem französischen Kollegen, dem Konteradmiral de Rigny, nach Nauplia begleitet. Die griechische Regierung stimmte dem Waffenstillstand zu. 

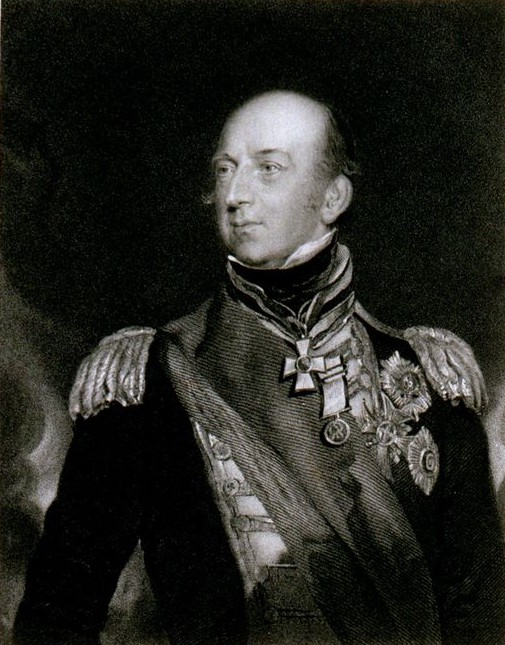
Edward Codrington auf einem Gemälde von Thomas Lawrence (1830)

Codrington, der gehört hatte, dass eine ägyptische Kriegsflotte – Ägypten war damals osmanisch – nach Alexandria unterwegs sei, und glaubte, dass sie auf Hydra zusteuerte, machte sich auf den Weg zu dieser Insel, die er am 3. September erreichte. Am 12. September fand er die Ägypter mit einem türkischen Geschwader vor Anker bei Navarino (Pylos). Die osmanische Regierung lehnte den Waffenstillstand ab. Am 19. September sah Codrington Bewegungen unter den ägyptischen und türkischen Schiffen in der Bucht und informierte den osmanischen Admiral Tahir Pascha, dass er Order habe, jegliches feindselige Vorgehen gegen die Griechen zu unterbinden. Admiral de Rigny schloss sich ihm unmittelbar darauf an, und gemeinsam schickten sie am 22. September eine Note an Ibrahim Pascha, der das Oberkommando für den Sultan innehatte. Am 25. fand eine Unterredung statt, in der Ibrahim eine mündliche Zusicherung gab, nicht gegen die Griechen tätig zu werden, während er auf Anordnungen des Sultans wartete. Die Alliierten trennten sich nun, da ihre Vorräte zur Neige gingen; Codrington fuhr nach Zante und de Rigny nach Cervi, wo seine Versorgungsschiffe lagen. Fregatten wurden zur Beobachtung Navarinos zurückgelassen. Der britische Admiral hatte kaum bei Zante geankert, als er informiert wurde, dass die Streitkräfte des Sultans ausliefen. Am 29. September hatte eine griechische Flotte, kommandiert vom englischen Philhellenen Frank Abney Hastings, einige türkische Schiffe in der Bucht von Salona zerstört, auf der Nordseite des Golfs von Korinth.

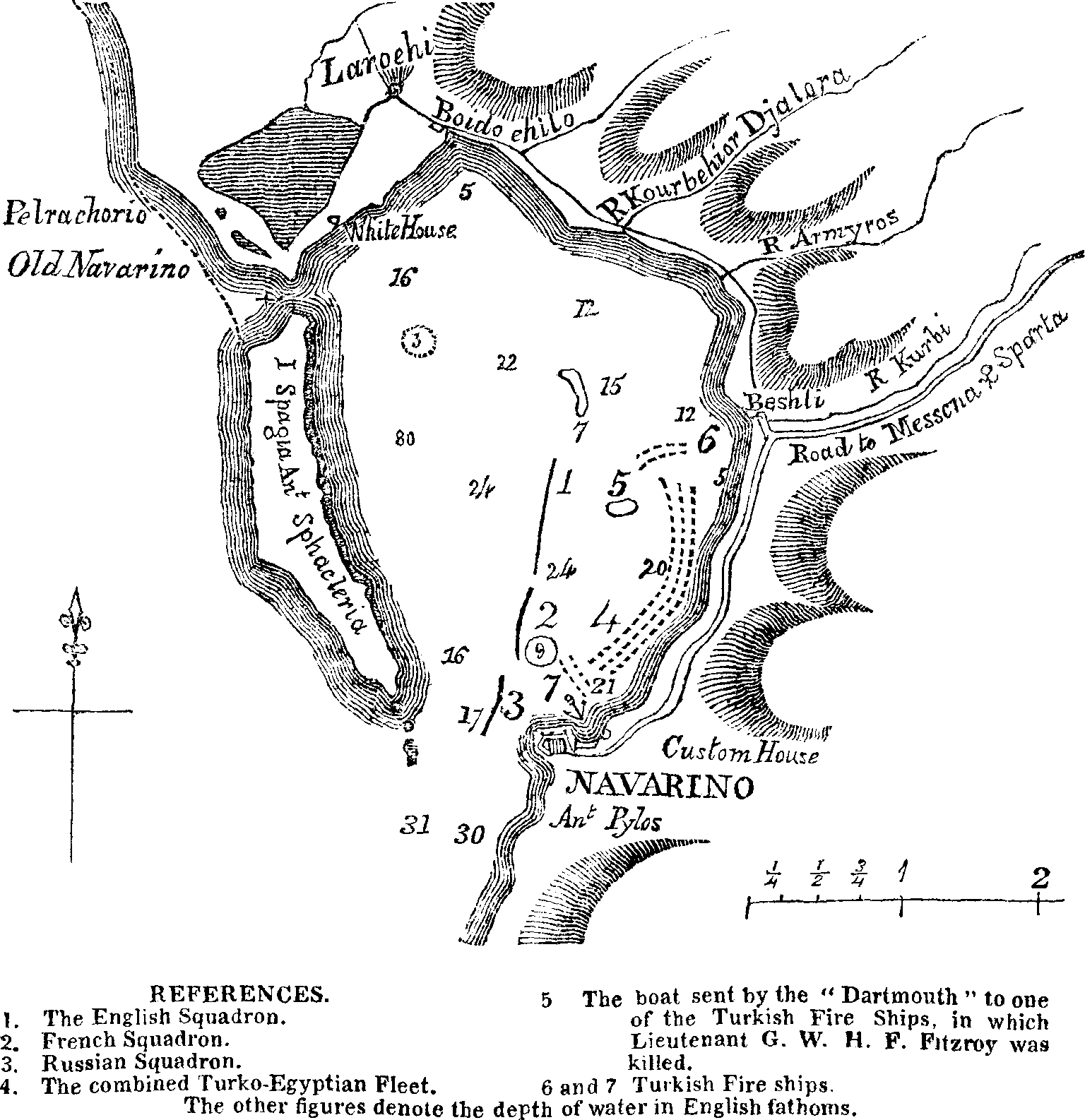
Karte der Bucht von Navarino

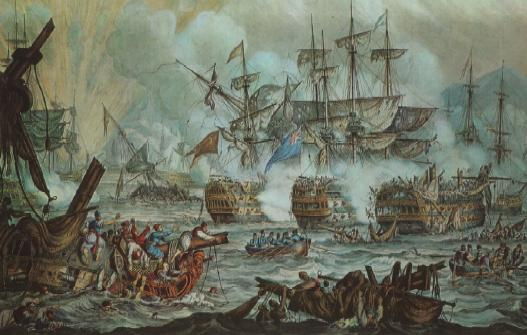
Die HMS Asia zerstört zwei osmanische Schiffe

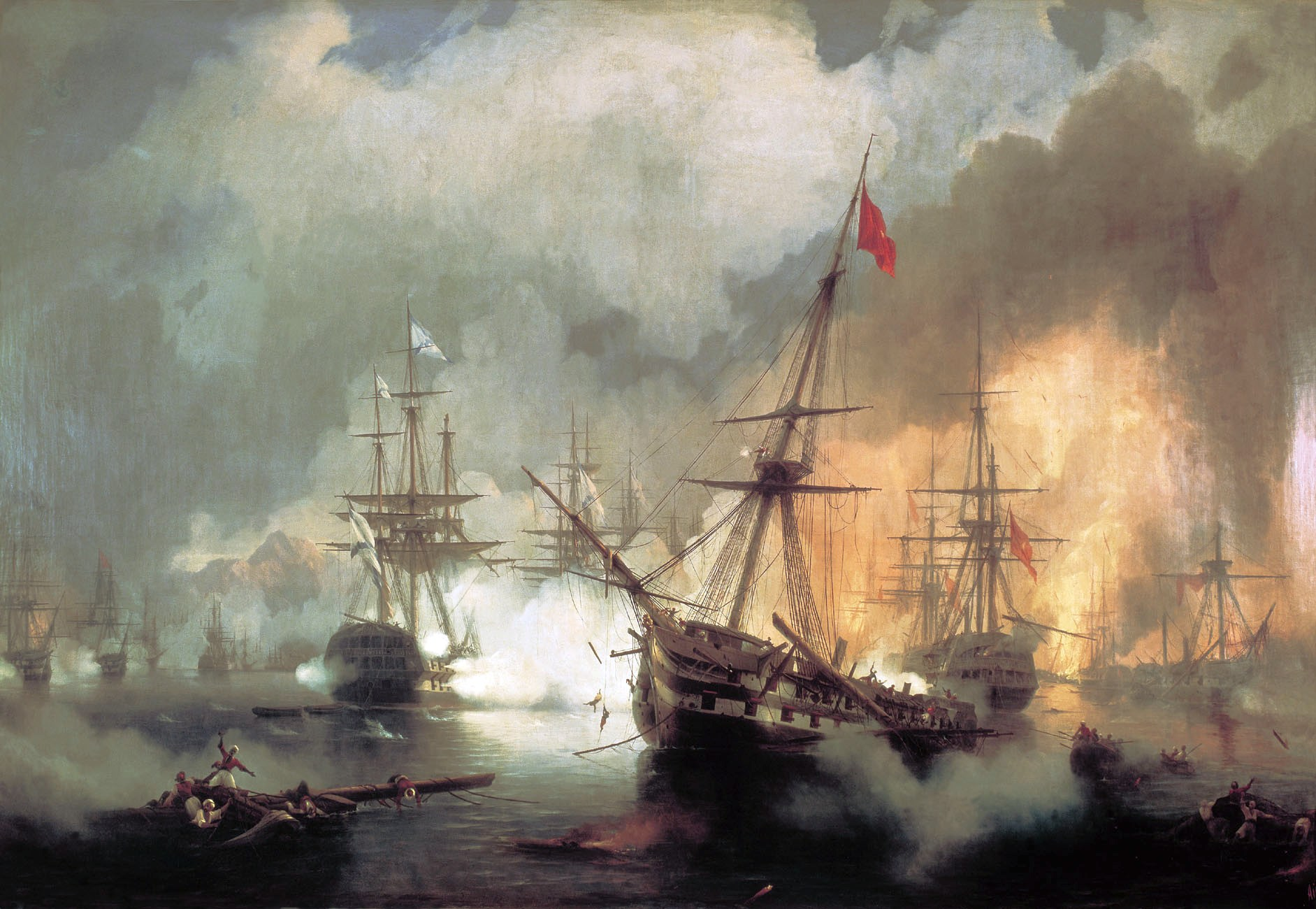
Die Schlacht von Navarino aus russischer Sicht. (Gemälde von Iwan Aiwasowski)

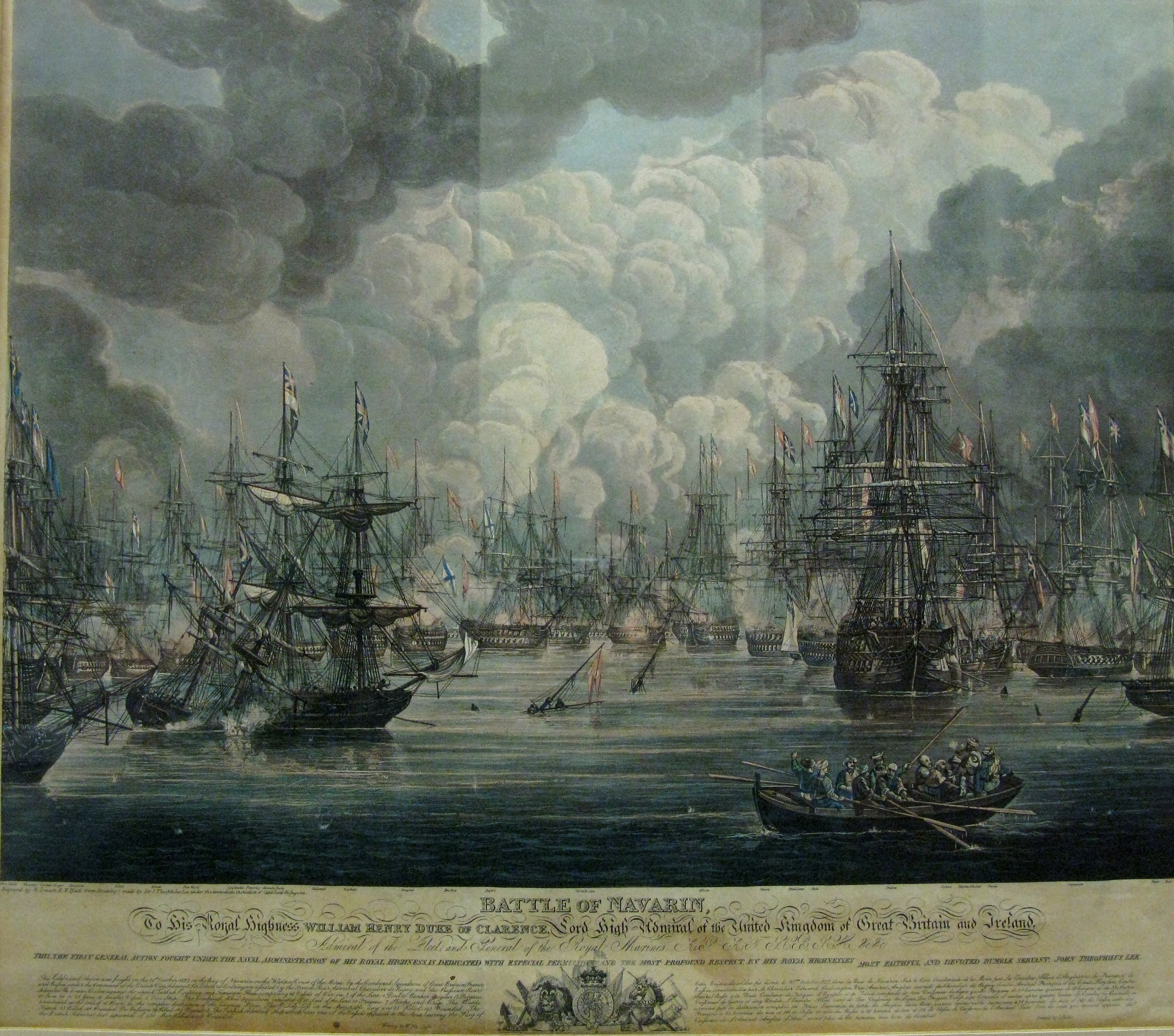
Schlacht von Navarino, Nationales Historisches Museum von Athen, Griechenland

Codrington, dem lediglich sein Flaggschiff, die HMS Asia, und einige kleinere Schiffe zur Verfügung standen, benötigte die Tage vom 3. bis zum 5. Oktober, um zu den ägyptischen und türkischen Schiffen zurückzukehren, wobei ihm jedoch ein heftiger Sturm hilfreich zur Seite stand. Er nahm seine Wache bei Navarino wieder auf, und am 13. Oktober trafen de Rigny und der russische Konteradmiral Heiden mit seinem Geschwader bei ihm ein. Durch eine allgemeine Übereinkunft zwischen den Alliierten wurde das Kommando Codrington anvertraut.
Die alliierte Flottenstärke belief sich auf elf Linienschiffe, neun Fregatten und vier kleinere Schiffe (drei britische, vier französische und vier russischen Linienschiffe, ferner vier britische, eine französische und vier russische Fregatten). Die Ägypter und Türken hatten drei Linienschiffe, neunzehn große Fregatten und 35 kleinere Schiffe.
Wenn Ibrahim Pascha auch außerstande war, auf See zu operieren, so führte er doch den Krieg an Land fort. Die Flammen und der Rauch von zerstörten Dörfern waren von den Besatzungen der alliierten Flotte zu sehen. Am 17. Oktober wurde eine gemeinsame Protestnote an Ibrahim Pascha geschickt, kam aber mit der offenbar falschen Antwort zurück, dass er Navarino verlassen habe und dass seine Offiziere nicht wüssten, wo er sich aufhalte. Die Admirale entschieden daher, in die Bucht zu steuern und zwischen den osmanischen Schiffen zu ankern. Codrington beschloss, am 20. Oktober seine Demonstration durchzuführen. Seine Kapitäne hatte er instruiert, „keinen Kanonenschuss zu tun … ehe das Signal dazu gegeben wird“. Sollte aber „ein türkisches Fahrzeug sich einen Schuss erlauben, so soll es beschossen und unverzüglich vernichtet werden“. Man kann sich die Nervosität aller Beteiligten vorstellen, als die Alliierten unter den Geschützen der türkischen Festung in Kiellinie und gefechtsbereit in die enge Bucht einliefen und sich den Türken auf Pistolenschussentfernung näherten. Ein französischer Offizier namens Letellier in ägyptischem Dienst hatte Ibrahims Schiffe und die des türkischen Admirals in einer Hufeisen-Formation geankert, deren Endpunkte die Einfahrt in die Bucht berührten. An Land auf beiden Seiten der Einfahrt waren Festungen. Die Alliierten fuhren in zwei Reihen hinein – eine gebildet von den Franzosen und Briten unter Codrington auf der Asia, die andere von den Russen –, und begannen, im freien Wasser inmitten Ibrahims Flotte zu ankern.

## Verlauf
Als gegen 14.30 Uhr Captain Fellowes von der britischen Fregatte Dartmouth ein türkisches Boot aufforderte, auf Distanz zu gehen, fielen Schüsse. Mehrere Engländer starben. Umgehend schlugen die Alliierten zurück. Auf engstem Raum genügte häufig eine Salve ihrer modernen Artillerie, um ein gegnerisches Schiff außer Gefecht zu setzen. In dieser letzten großen Schlacht, die nur mit Segelschiffen ausgetragen wurde, verloren die Osmanen und Ägypter binnen weniger Stunden ein Linienschiff, zwölf Fregatten, 22 Korvetten und 25 weitere Schiffe.
Gefangene waren nicht gemacht worden. „Die Erbitterung, welche bei dieser mitten im Frieden geschlagenen Schlacht herrschte, war allzu groß gewesen“, schreibt Mendelssohn Bartholdy. Die Alliierten zählten 172 Tote und 470 Verwundete, ihre Gegner verloren rund 6000 Mann, darunter alle Rekruten der neuen ägyptischen Militärschulen.
Die Alliierten profitierten von ihren schwereren Breitseiten und ihren besseren Kanonen. Bemerkenswert ist das Verhalten des Kommandanten des britischen Kutters Hind. Er reihte sein Fahrzeug neben dem britischen Flaggschiff in die Gefechtslinie ein und beschoss unermüdlich mit seinen gerade einmal vier Kanonen der Steuerbordseite die türkischen Schiffe. Dies brachte dem kleinen Schiff den Ehrentitel „Ihrer Majestät Linienkutter“ ein. Dreiviertel der türkischen und ägyptischen Schiffe wurden von den Alliierten versenkt oder von ihren eigenen Besatzungen in Brand gesteckt. Auf alliierter Seite wurden 75 Engländer getötet, darunter Kapitän Walter Bathurst von der HMS Genoa, und 197 verwundet, 43 Franzosen getötet und 183 verwundet, sowie 59 Russen getötet und 139 verwundet. Die Verluste auf osmanischer Seite sind nicht genau überliefert, waren aber hoch. Die Schlacht von Navarino war die letzte große Seeschlacht ausschließlich mit Segelschiffen.

## Beteiligte Schiffe
|               | Großbritannien                                                        | Frankreich                             | Russland                                                       | Verbündete | Osmanen und Ägypter | Summe     |
| ------------- | --------------------------------------------------------------------- | -------------------------------------- | -------------------------------------------------------------- | ---------- | --- | --------- |
| Linienschiffe | HMS Asia (FF) (84) HMS Genoa (76) HMS Albion (74)                     | Breslau (84) Scipion (80) Trident (74) | Gangut (84) Azov (F) (80) Iezekiil (80) Aleksandr Nevskii (80) | 10 (796)   | Ghiuh Rewan (FF) (84) Fahti Bahri (F) (74) Burj Zafer (70)                                                                                           | 3 (228)   |
| Fregatten     | HMS Glasgow (50) HMS Cambrian (48) HMS Dartmouth (42) HMS Talbot (28) | Sirène (F)(dd) (60) Armide (44)        | Provornyi (48) Konstantin (44) Elena (38) Kastor (36)          | 10 (438)   | Ihsanya (dd) (64) Surya (dd) (56) Guerrière (F)(dd) (60) Leone (dd) (60) Fevz Nusrat (dd) (64) Ka'íd Zafer (dd) (64) 1 Andere dd 10 Eindeckfregatten | 17 (818)  |
| Andere*       | HMS Hind (Kutter) (10) 1 Korvette (18) 3 Briggs (10)                  | 2 Schoner (10-16/6)                    |                                                                | 7 (74)     | 30 Korvetten 28 Briggs | 58 (1134) |
| Total         | 14                                                                    | 7                                      | 8                                                              | 29 (1308)  | 78 | 78 (2180) |

(dd) Doppeldeck

## Auswirkungen

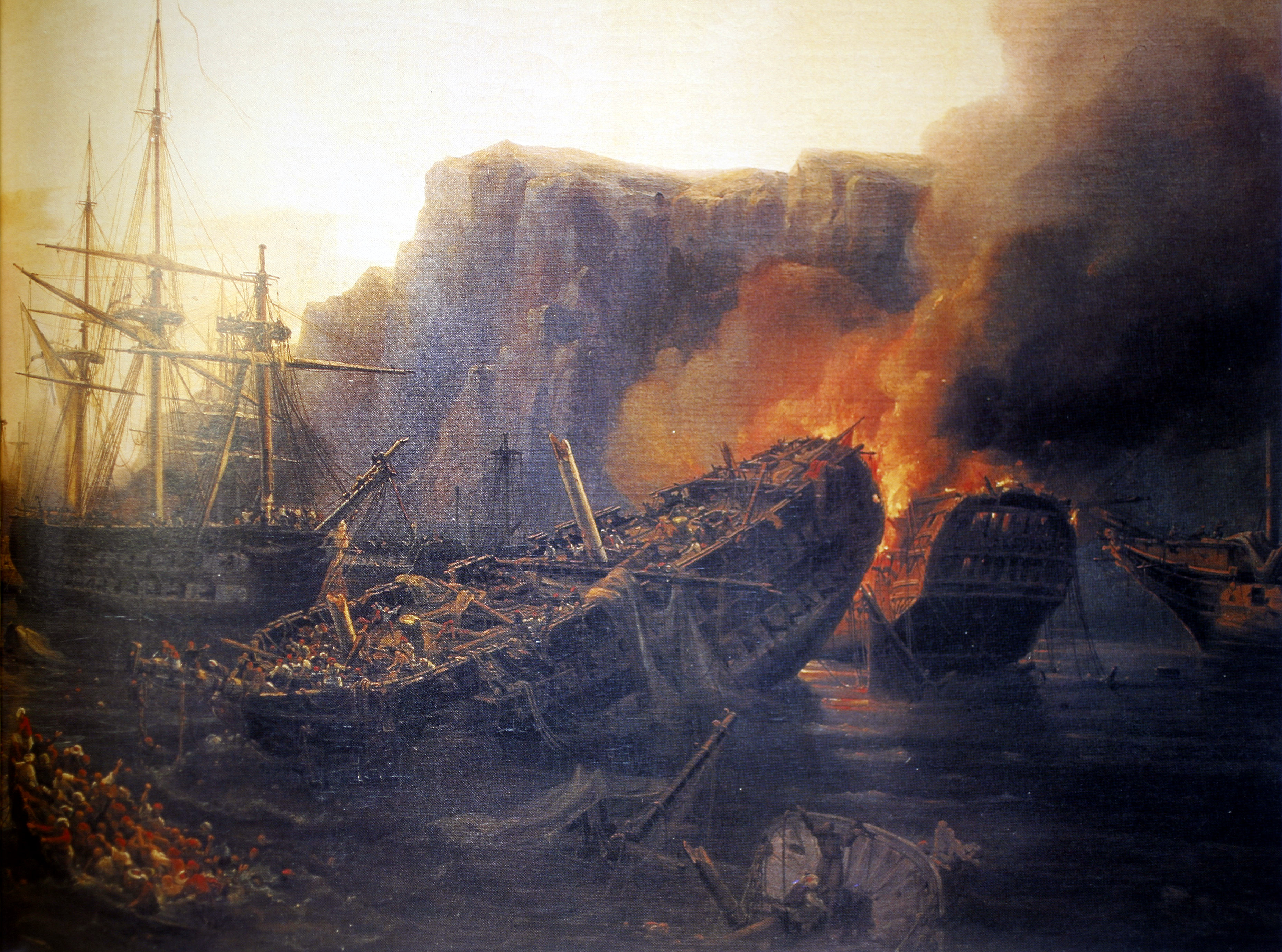
Zerstörte osmanische Schiffe auf einem Gemälde von Auguste Mayer

Die Seeschlacht von Navarino war für die weitere Geschichte des osmanischen Reiches und damit sowohl Europas als auch des Nahen Ostens bedeutend. Sie machte nicht nur die Bemühungen der Türken zunichte, die griechische Revolte zu unterdrücken, sondern verursachte auch einen Bruch in den traditionell guten Beziehungen zwischen dem Vereinigten Königreich und dem Osmanischen Reich. Seine Auswirkungen zeigten sich in der kritischen Phase des Konflikts zwischen Muhammad Ali Pascha und der Hohen Pforte (1831–1841). Navarino beschleunigte den russisch-türkischen Krieg von 1828/29, und die Vernichtung der osmanischen Marine schwächte die Verteidigungskraft der Osmanen gegenüber dem Russischen Reich und später gegenüber Muhammad Ali. Die ägyptische Armee war zwar intakt geblieben, musste aber im Winter die Operationen wegen der schlechten Versorgung mangels Flotte einstellen. Den Rest besorgten die Soldaten des Zaren. Der erklärte 1828 dem Sultan den Krieg. Nur englischem und französischem Druck verdankten es die Osmanen, dass Nikolaus I. den Marsch auf Istanbul stoppte und den Frieden von Edirne schloss. Darin musste der Sultan auch dem Londoner Vertrag von 1827 zustimmen, allerdings dahingehend, dass der neue griechische Staat – die Peloponnes, das Festland bis zur Höhe Volos–Arta und einige Ägäisinseln – nicht autonom, sondern souverän werden sollte.
Mit der ägyptisch-türkischen Flotte war eine große Anzahl bronzener Kanonen untergegangen. Ein Großteil davon wurde unter dem griechischen König Otto (1832–1862) gehoben und als Recyclingmaterial in Europa verkauft, wobei etliche davon nach Bayern gelangten und für den Guss des Obelisken am Karolinenplatz in München, der Bavaria und der Tilly-Statue in der Feldherrnhalle verwendet wurden.